# Scopeloberyx opisthopterus
Scopeloberyx opisthopterus is een  straalvinnige vissensoort uit de familie van grootschubvissen (Melamphaidae). De wetenschappelijke naam van de soort is voor het eerst geldig gepubliceerd in 1933 door Parr.
De soort staat op de Rode Lijst van de IUCN als niet bedreigd, beoordelingsjaar 2009.